# Édouard Niermans
Édouard Niermans és un director, actor i guionista francès, nascut el 10 de novembre de 1943 a París.

## Biografia
Va passar la seva infància i adolescència internat amb els jesuites (que van inspirar la seva pel·lícula Anthracite), de jove adult, va entrar a la competició. de l'IDHEC però aquest es cancel·la a causa del maig de 1968.
Va ser destacat dues vegades a Canes, primer al 29è Festival Internacional de Cinema de Canes de 1976, amb el curtmetratge La Syncope i al 45è Festival Internacional de Cinema de Canes de 1992 per El retorn de Casanova. En cap de les dues ocasions obtindria cap premi. Però ho va compensar a la VIII edició de la Mostra de València, on va guanyar la Palmera d'Or per Poussière d'ange.
Quan va començar, va treballar al cinema, abans de dedicar-se principalment a la televisió.

## Filmografia

### Director
- 1976 : La Syncope
- 1980 : Anthracite
- 1984 : Série noire, episodi : L'ennemi public n° 2 (TV)
- 1987 : L'Heure Simenon, episodi : Les Demoiselles de Concarneau (TV)
- 1987 : Poussière d'ange
- 1990 : La Femme et le Pantin
- 1992 : Le Retour de Casanova
- 1995 : Le Blanc à lunettes (TV)
- 1997 : Pardaillan (TV)
- 1998 : L'Enfant des terres blondes (TV)
- 1999 : Premier de cordée (TV)
- 2002 : Sauveur Giordano, episodi : Noces de papier (TV)
- 2005 : Marc Eliot, episodis : C'est votre enfant i Tant qu'il y aura des flics (TV)
- 2007 : Le Septième Juré (TV)
- 2010 : La Marquise des ombres (TV)

### Actor
- 1970 : Les Jambes en l'air de Jean Dewever
- 1971 : Ça n'arrive qu'aux autres de Nadine Trintignant
- 1973 : Molière pour rire et pour pleurer de Marcel Camus (telenovel·la)
- 1973 : Lucien Leuwen, telefilm de Claude Autant-Lara
- 1974 : Les Fargeot de Patrick Saglio
- 1975 : Paul Gauguin de Roger Pigaut
- 1976 : Une femme fidèle de Roger Vadim
- 1977 : Fire in the Water de Peter Whitehead

### Ajudant de director
- 1969 : Money-Money de José Varela

## Teatre
- 1966 : À Memphis il y a un homme d'une force prodigieuse de Jean Audureau, dirigida per Antoine Bourseiller, Festival du Marais